# Mossverbena
Mossverbena (Glandularia pulchella) är en verbenaväxtart som först beskrevs av Robert Sweet, och fick sitt nu gällande namn av Tronc.. Enligt Catalogue of Life ingår Mossverbena i släktet Glandularia och familjen verbenaväxter, men enligt Dyntaxa är tillhörigheten istället släktet Glandularia och familjen verbenaväxter. Arten förekommer tillfälligt i Sverige, men reproducerar sig inte. Inga underarter finns listade i Catalogue of Life.